# Harpactirella insidiosa
Harpactirella insidiosa là một loài nhện trong họ Theraphosidae.
Loài này thuộc chi Harpactirella. Harpactirella insidiosa được J. Denis miêu tả năm 1960.